# Cláudio Taffarel
Cláudio André Mergen Taffarel (ur. 8 maja 1966 w Santa Rosa) – brazylijski piłkarz grający na pozycji bramkarza. Od 2018 trener bramkarzy w tureckim Galatasaray SK.

## Kariera
Z reprezentacją Brazylii, w której barwach rozegrał 101 meczów, zdobył w 1994 roku mistrzostwo, a cztery lata później wicemistrzostwo świata. W finałach mistrzostw świata rozegrał 18 meczów. Wśród bramkarzy zagrał najwięcej razy w barwach reprezentacji Brazylii. Był uznanym specjalistą od obrony rzutów karnych. W półfinale Igrzysk Olimpijskich 1988 obronił trzy jedenastki wykonywane przez piłkarzy RFN, a dziesięć lat później na tym samym etapie rozgrywek, tyle, że na mistrzostwach świata, nie dał się pokonać Phillipowi Cocu i Ronaldowi de Boerowi, i dzięki temu to Brazylia, a nie Holandia, zagrała w finale turnieju. W 1994 roku w bezpośredniej batalii o Puchar Świata z Włochami z jedenastu metrów do brazylijskiej bramki nie trafili Roberto Baggio i Franco Baresi (strzelili nad bramką) oraz Daniele Massaro, którego strzał wybronił.
Na początku lat 90. odnosił sukcesy z AC Parmą. W 1992 roku wygrał z nią rywalizację o Puchar Włoch, a w kolejnym sezonie – o Puchar Zdobywców Pucharów. Po zakończeniu reprezentacyjnej kariery w 1998 roku przypomniał o sobie w tureckim Galatasaray SK, z którym w tym czasie dwukrotnie triumfował w rozgrywkach ligowych i raz – w 2000 roku – w Pucharze UEFA.

## Sukcesy piłkarskie
- Puchar Włoch 1992 oraz Puchar Zdobywców Pucharów 1993 z AC Parmą
- mistrzostwo stanu Minas Gerais 1995 i 1997 z Atletico Mineiro
- mistrzostwo Turcji 1999 i 2000, Puchar Turcji 1999 i 2000, Puchar UEFA 2000 oraz Superpuchar Europy UEFA 2000 z Galatasaray Stambuł
- mistrzostwo świata 1985 z młodzieżową reprezentacją Brazylii
- srebrny medal na Igrzyskach Olimpijskich 1988 z olimpijską reprezentacją Brazylii

W reprezentacji Brazylii od 1987 do 1998 roku rozegrał 101 meczów – mistrzostwo świata 1994, wicemistrzostwo świata 1998, 1/8 finału Mundialu 1990 oraz Copa América 1989 i 1997, wicemistrzostwo Ameryki Południowej 1991 i 1995.